# Карлтон (Онтарио)
Округ Карлтон, англ. Carleton County — бывший округ в провинции Онтарио, Канада. В 1969 г. в результате преобразования включён в региональный муниципалитет Оттава-Карлтон, который в 2001 г. преобразован в г. Оттава в современных границах.
Округ Карлтон был образован в 1800 г. из участков округов Дандас (Dundas County) и Гренвиль (Grenville County) и назван в честь Гая Карлтона, 1-го барона Дорчестера, губернатора Квебека. Изначально округ Карлтон включал территории, большинство которых входит в современный округ Лэнарк, а также территорию современной Оттавы к западу от реки Ридо.
На момент образования муниципалитета Оттава-Карлтон округ Карлтон состоял из следующих тауншипов: Фицрой, Глостер, Голборн, Хантли, Марч, Мальборо, Непин, Норт-Гауэр, Осгуд, Торболтон.
Карлтонский университет назван в честь бывшего округа Карлтон.